# Liste der Biografien/Bouv
Liste der Biografien |
Portal Biografien |
Personensuche
# |
A |
B |
C |
D |
E |
F |
G |
H |
I |
J |
K |
L |
M |
N |
O |
P |
Q |
R |
S |
T |
U |
V |
W |
X |
Y |
Z |
?
 
Ba |
Be |
Bd |
Bg |
Bh |
Bi |
Bj |
Bl |
Bm |
Bn |
Bo |
Br |
Bs |
Bu |
Bw |
By |
Bz
 
Boa–Boc |
Bod |
Boe |
Bof |
Bog |
Boh |
Boi–Bok |
Bol |
Bom |
Bon |
Boo |
Bop |
Boq |
Bor |
Bos |
Bot |
Bou |
Bov–Boz
 
Boua |
Boub |
Bouc |
Boud |
Boue |
Bouf |
Boug |
Bouh |
Boui |
Bouj |
Bouk |
Boul |
Boum |
Boun |
Boup |
Bouq |
Bour |
Bous |
Bout |
Bouu |
Bouv |
Bouw |
Boux |
Bouy |
Bouz
Die Liste der Biografien führt alle Personen auf, die in der deutschsprachigen Wikipedia einen Artikel haben. Dieses ist eine Teilliste mit 51 Einträgen von Personen, deren Namen mit den Buchstaben „Bouv“ beginnt.

## Bouv

### Bouva
- Bouval, Jules (1867–1911), französischer Organist und Komponist
- Bouval, Maurice (1863–1916), französischer Bildhauer
- Bouvard, Alexis (1767–1843), französischer Astronom
- Bouvard, Bernard (1924–2009), französischer Radrennfahrer
- Bouvard, Carol (* 1998), Schweizer Freestyle-Skierin
- Bouvard, Charles (1572–1658), französischer Arzt
- Bouvard, Eve (* 1999), französisch-belgische Biathletin
- Bouvard, Hugo von (1879–1959), österreichischer Landschaftsmaler
- Bouvard, Michel (* 1958), französischer Organist
- Bouvat, Lucien (1872–1942), französischer Orientalist und Islamwissenschaftler
- Bouvatier, Philippe (1964–2023), französischer Radrennfahrer

### Bouve
- Bouve, Gustave Joseph (1902–1989), belgischer Ordensgeistlicher und römisch-katholischer Bischof von Kongolo
- Bouveault, Louis (1864–1909), französischer Chemiker und Mediziner
- Bouveresse, Jacques (1940–2021), französischer Philosoph
- Bouverie, John (1723–1750), britischer Kunstsammler
- Bouvet de Lozier, Jean-Baptiste Charles (1705–1786), französischer Seefahrer und Forscher
- Bouvet, Albert (1930–2017), französischer Radrennfahrer
- Bouvet, Didier (* 1961), französischer Skirennläufer
- Bouvet, Fanny (* 1994), französische Wasserspringerin
- Bouvet, François Joseph (1753–1832), französischer Admiral
- Bouvet, Jean-Bernard (* 1969), französischer Autorennfahrer

### Bouvi
- Bouvier Ausländer, Sophie (* 1970), Schweizer Malerin, Zeichnerin, Bildhauerin und Keramikerin
- Bouvier Beale, Edith (1917–2002), US-amerikanisches Model
- Bouvier de La Motte Guyon, Jeanne-Marie (1648–1717), französische römisch-katholische MystikerinJeanne-Marie Bouvier de La Motte Guyon (1648–1717)

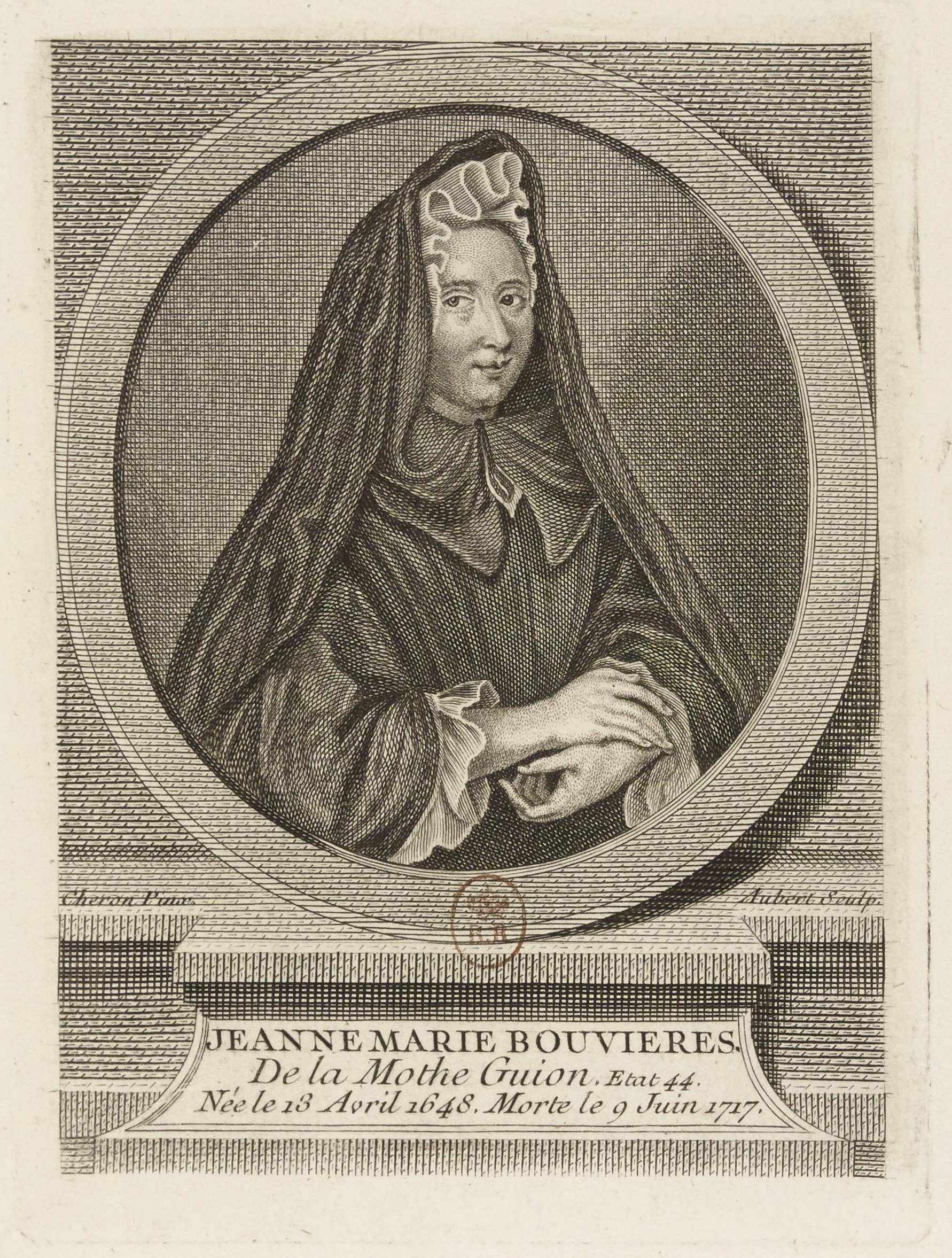
Jeanne-Marie Bouvier de La Motte Guyon (1648–1717)

- Bouvier, Aimé (1843–1919), französischer Zoologe
- Bouvier, Alexis (1836–1892), französischer Romanschriftsteller
- Bouvier, Arwed (1936–2012), deutscher Schriftsteller, Bibliothekar und Germanist
- Bouvier, Auguste (1826–1893), Schweizer reformierter Theologe
- Bouvier, Barthélemy (1795–1848), Schweizer reformierter Geistlicher
- Bouvier, Beatrix (* 1944), deutsche Historikerin
- Bouvier, Bernard (1861–1941), Schweizer Germanist und Romanist, Rektor der Universität Genf
- Bouvier, Bertrand (1929–2025), Schweizer Neogräzist
- Bouvier, Cajetan (1795–1863), österreichischer Jurist und Politiker
- Bouvier, Charles (1898–1964), Schweizer Fussballspieler und Bobfahrer
- Bouvier, Clotar (1853–1930), österreichischer Rebenzüchter, auf den die Rebsorte Bouvier zurückgeht
- Bouvier, David (* 1957), Schweizer Gräzist
- Bouvier, Erich (1850–1904), österreichischer Turner und Turnfunktionär
- Bouvier, Eugène Louis (1856–1944), französischer Zoologe, Entomologe und Crustaceologe
- Bouvier, Friedrich (* 1943), österreichischer Konservator, Landeskonservator der Steiermark
- Bouvier, Henri (* 1903), französischer Schwimmer
- Bouvier, Jeanne (1865–1953), französische Gewerkschafterin und Feministin
- Bouvier, Nathalie (* 1969), französische Skirennläuferin
- Bouvier, Nicolas (1929–1998), Schweizer Schriftsteller
- Bouvier, Pierre (* 1979), kanadischer MusikerPierre Bouvier (* 1979)

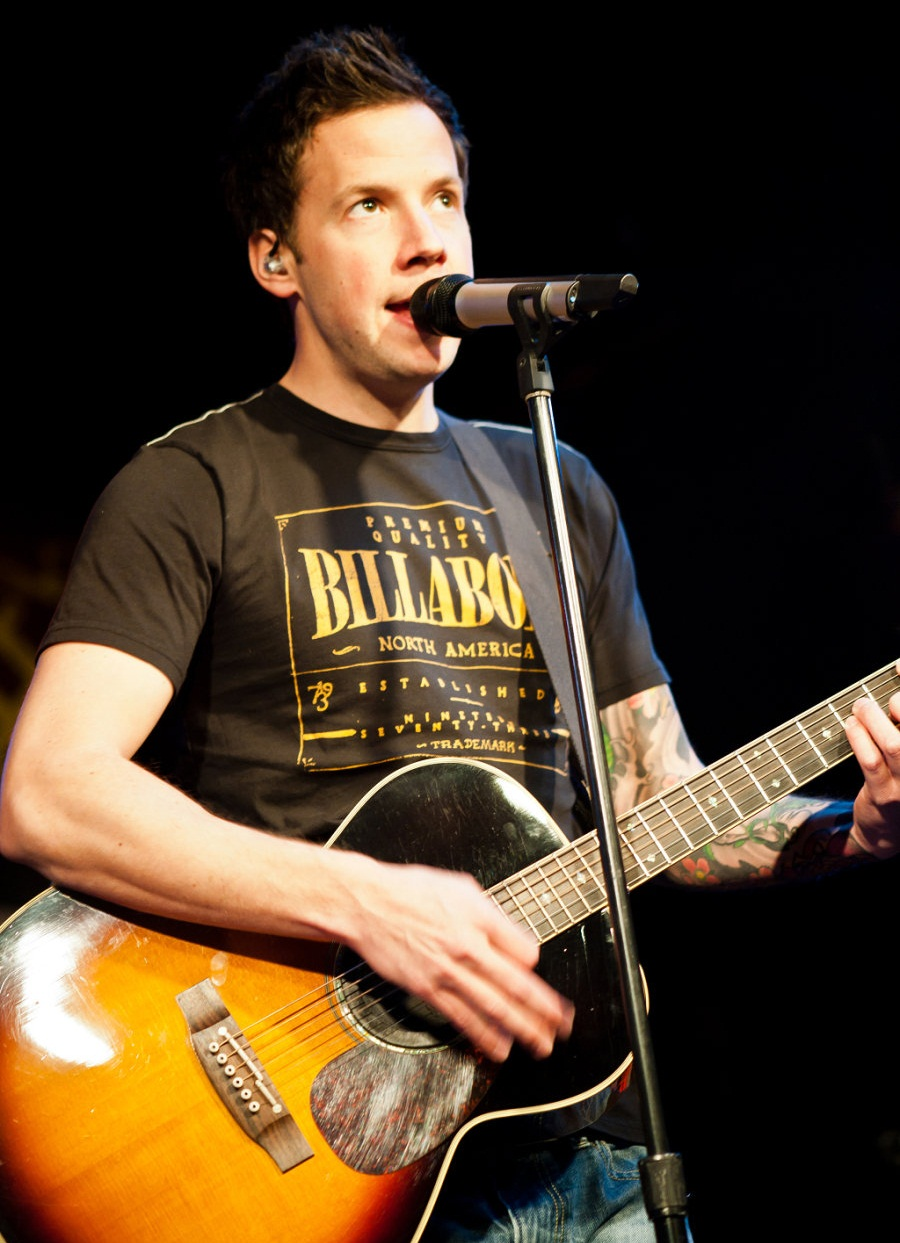
Pierre Bouvier (* 1979)

- Bouvier, Pierre-Louis (1765–1836), Schweizer Miniaturmaler, Zeichner, Porträtmaler und Pädagoge
- Bouvier, Stéphanie (* 1981), französische Shorttrackerin
- Bouvier, Thomas (* 1962), Schweizer Musiker, Schriftsteller und Fotograf
- Bouvier, Yves (* 1963), Schweizer Unternehmer und Kunsthändler

### Bouvy
- Bouvy, Firmin (1822–1891), belgischer Genremaler und Fotograf
- Bouvy, Jacques Johannes (1880–1961), niederländischer Fußballspieler
- Bouvy, Nico (1892–1957), niederländischer Fußballspieler